# Hostile au stylo
Albums de Casey
Ennemi de l'Ordre
(2006) Tragédie d'une trajectoire
(2006)
Hostile au stylo est un street-CD de la rappeuse française Casey, sorti en 2006. Il regroupe 64 morceaux (ou extraits de morceaux) issus de différents mixtapes, albums et compilations où est apparue Casey entre 1995 et 2006.

## Liste des titres
1. On ne peut pas plaire à tout le monde mixtape
2. DJ Karz mixtape
3. Freestyle 88.2
4. DJ Cocko mixtape
5. La procédure est amorcée mixtape
6. 3'30 pour un freestyle (Casey, Ekoué, Polo / Compilation L432)
7. Assassin en freelance (Mixtape Que d'la Haine 3)
8. DJ Poska #50 mixtape
9. Lyricales Représailles (Mixtape Que d'la Haine 2)
10. Fou et morbide (Mixtape Quel d'la Haine 3)
11. La Contrebande mixtape
12. Des têtes vont tomber (Casey, La Rumeur, Sheryo / Bande originale du film Samouraïs)
13. J'élabore (Casey, Prodige, Sheryo)
14. Chacun son raccourci (Casey, Ekoué / Maxi À délivrer d'urgence)
15. Live Niort
16. Neochrome 3
17. 1000 Efforts
18. Anfalsh Freestyle Mixtape Que d'la Haine 1)
19. Freestyle 88.2
20. La parole est mienne (Compilation L432)
21. Infamie (Mixtape Que d'la Haine 2)
22. Tout c'que tu trouveras (inédit)
23. A Visage découvert (inédit)
24. Cire nos pompes (Mixtape Que d'la Haine 3)
25. Freestyle 88.2
26. Intifada mixtape
27. Jamais 2 sans 3 (Mixtape Que d'la Haine 3)
28. L'exclu
29. L'exclu live au Triptyque
30. Avant que le silence nous dévore (Bande originale du film Trafic d'influence)
31. Chez Anfalsh (inédit)
32. Only Bizness mixtape
33. Comité d'accueil (Mixtape Que d'la Haine 2)
34. Ouvre tes yeux (Casey, Oxy / inédit)
35. S'ils continuent (Mixtape Que d'la Haine 2)
36. La Valse des enragés (Album Less du Neuf)
37. Blackarisk mixtape (Mixtape Que d'la Haine 2)
38. Mortelle combinaison (Mixtape Que d'la Haine 2)
39. Cités dortoirs (Mixtape Que d'la Haine 3)
40. C'est l'histoire (inédit)
41. Le Flow (inédit)
42. Freestyle (Mixtape Sang d'encre)
43. Freestyle 88.2
44. C'est quoi le # (Compilation Première classe vol. 1)
45. Underground connexion (Mixtape Que d'la Haine 1)
46. Les bleus marine (inédit)
47. Délit de faciès (inédit)
48. J'tutoie la mort (Mixtape Que d'la Haine 3)
49. ???? mixtape
50. Dualité (Albuym Faouzi Tarkani)
51. Pur produit de la crise (Compilation La Bande originale)
52. Décor bâclé (Maxi À délivrer d'urgence)
53. Total explosion mixtape
54. Faites du bruit (Album Les sales gosses)
55. En attendant qu'... (Mixtape Que d'la Haine 3)
56. Champion en titre (inédit)
57. Gouffre mixtape
58. Ultime percée (Mixtape Que d'la Haine 3)
59. Explishit Lyrics mixtape
60. DJ Hamdi mixtape
61. 96.2 mixtape
62. On n'a qu'ça (Maxi L'Avant garde)
63. Horreur et guerre (inédit) (Casey, B. James)
64. Ma Haine (inédit) (Casey, B.James, Prodige / Album Tragédie d'une trajectoire)